# La Coromina (Tavertet)
La Coromina és una masia de Tavertet (Osona) inclosa a l'Inventari del Patrimoni Arquitectònic de Catalunya.

## Descripció
Casa rural que es troba flanquejant el cementiri. La façana amb el carener paral·lel es troba orientada a migdia, i presenta un portal adovellat situat a l'extem oriental, al damunt s'hi obre una finestra emmarcada per carreus amb una espiera a la part baixa, al segon pis n'hi ha un altre amb les mateixes característiques. A ponent presenta diverses obertures a la planta baixa, 3 al primer pis i 2 al segon, una de les quals té la llinda amb inflexió gòtica.
A llevant i a tramuntana, s'hi annexionen diversos cossos que dificulten la visió de la construcció primitiva.

## Història
Antiga casa que es troba registrada en els fogatges del Castell i terme de Tavertet de l'any 1553, aleshores habitava el mas un tal JOAN COROMINA.
La finestra damunt el portal duu la data de 1738, que segurament indica la reforma que s'hi produí al segle xviii, moment de pujança per a la població com indiquen les llindes de les cases del nucli, totes elles datades als segles XVII i XVIII.